# Die Stadt der Löwen
Die Stadt der Löwen ist ein Computerspiel aus dem Jahr 1989. Das Adventure wurde vom deutschen Entwicklungsstudio PM Entertainment für den Heimcomputer Commodore Amiga entwickelt und vom Publisher Software 2000 vertrieben.

## Handlung
Ein ehemaliger japanischer General wird in London tot aufgefunden. Die offizielle Todesursache ist ein Herzanfall, jedoch war der Japaner unmittelbar vor seinem Tod mit einer Prostituierten zusammen. Die Journalistin Christine Monier wittert eine Story und folgt der Spur der Prostituierten bis nach Singapur. Dort stößt Monier bei ihren Ermittlungen auf die Machenschaften einer international operierenden Gangsterbande. Die Ereignisse überschlagen sich: Es kommt zu Attentaten und Manipulationen der internationalen Finanzmärkte, und die Gangster entführen Frau und Kind des japanischen Verteidigungsministers.
Der Spieler übernimmt die Rolle eines jungen Japaners namens Taiko, der einem Geheimbund angehört und für den Aufstieg in dessen Hierarchie eine Prüfung ablegen muss. Die Prüfung besteht darin, Christine Monier bei ihren Ermittlungen zu helfen. Es stellt sich heraus, dass der Geheimbund tief in die Ereignisse in Singapur verstrickt ist.

## Spielprinzip und Technik
Das Spielgeschehen wird durch Texte in statischen Bildschirmfenstern und zusätzliche, ebenfalls statische Grafiken beschrieben. Zur Gewinnung weiterer Informationen stehen dem Spieler in jeder Spielszene entsprechend anklickbare Bedienelemente am rechten Bildschirmrand, die Icons, zur Verfügung. Das Spiel selbst läuft dabei wie ein Spielbuch ab: Am Ende einer Szene kommt es zu einer „Befragung“ Taikos durch ein Mitglied des Geheimbundes, und der Spieler muss Fragen zum Geschehen der gerade beendeten Szene beantworten. Falsche Antworten können ein sofortiges Spielende nach sich ziehen. Die ASM bezeichnete das Spiel entsprechend als „interaktiven Roman“. Durch die „Befragungen“ ändern sich nach Art eines Rollenspiels auch „Charakterwerte“ des Spielers, die in geringem Umfang Einfluss auf das Spielgeschehen haben.
Die Grafiken in Die Stadt der Löwen bestehen größtenteils aus digitalisierten Fotos realer Darsteller und Schauplätze.

## Produktionsnotizen
Autor Chris Földing‑Hornschuh recherchierte anderthalb Jahre für das Skript zu Die Stadt der Löwen. Der Umfang des Skripts beträgt etwa 400 Seiten. Um die Immersion zu verstärken, wurden der Spielverpackung ein Stadtplan von Singapur, ein fiktiver Reiseprospekt, eine Ansichtskarte sowie ein Set Essstäbchen beigelegt. Die Beilagen wurden im Spiel referenziert und dienten mithin als Kopierschutz. Autor Földing‑Hornschuh äußerte sich über Die Stadt der Löwen dahingehend, dass es „mehr mit einem guten Buch als mit einem Spiel im herkömmlichen Sinne“ zu tun habe.
Die Stadt der Löwen ist eines von acht Spielen, die der Publisher Software 2000 als "Artventure" betitelte, wodurch auf eine hohe Qualität der so bezeichneten Adventures hingewiesen werden sollte. 1990 wurde eine englischsprachige Version unter dem Titel The Final Singapore Sling (der als Untertitel der deutschen Version fungierte) veröffentlicht, erhielt jedoch wenig Medienecho. Ende 1991 erschien eine Version für das CDTV, die im Gegensatz zur ursprünglichen Version über einen Soundtrack verfügte. Autor Chris Földing‑Hornschuh, der zuvor für Holiday Maker die Grafiken entwickelt hatte und auch bei Die Stadt der Löwen für die Grafik verantwortlich war, trat 1993 noch mit dem Adventure Jonathan in Erscheinung, das ebenfalls in der Artventure-Reihe von Software 2000 erschien, und verließ anschließend die Branche. Das Entwicklungsteam von Die Stadt der Löwen, PM Entertainment, benannte sich nach der Veröffentlichung in „Phoenics“ um.

## Rezeption
Der Amiga Joker hob das intuitive Bedienkonzept des Spiels und die verschachtelte Erzählstruktur positiv hervor. Das Spiel vermittele „eine atmosphärische Dichte, wie man sie praktisch noch nie erlebt“ habe. Rezensent Michael Labiner kritisierte eine recht geringe Spielzeit sowie den hohen Preis des Spiels. Die ASM lobte Story und Grafik des Spiels: Die Stadt der Löwen böte „literarischen Sex and Crime allererster Güte“, die Geschichte sei „in jedem Punkt logisch“ und läse sich „spannend und äußerst unterhaltsam“. Der „romanhafte Spielablauf und die tolle Atmosphäre“ würden darüber hinwegtäuschen, dass das Spielprinzip wenig anspruchsvoll sei. ASM-Redakteur Michael Suck monierte den aus seiner Sicht deutlich zu hohen Verkaufspreis von 120 DM. Die Power Play erkannte die „üppigen Packungsbeilagen (und) viel Wissenswertes über Singapur“ an, kritisierte aber, dass hinter „Massen schwülstigen (...) Texts“ wenig Spiel stecke.